# Oleh Kossjak
Oleh Jurijowytsch Kossjak (ukrainisch Олег Юрійович Косяк, wiss. Transliteration Oleh Jurijovyč Kosjak; * 26. November 1975 in Kiew, Ukrainische SSR) ist ein ehemaliger ukrainischer Turner.

## Erfolge
Oleh Kossjak nahm an den Olympischen Spielen 1996 in Atlanta teil. Im Einzelmehrkampf belegte er in der Qualifikation Rang 83 und verpasste auch an allen Einzelgeräten die Finalqualifikation deutlich. Am Boden erreichte er Rang 98, am Reck Rang 31, am Barren Rang 57, beim Sprung Rang 87, am Pauschenpferd Rang 101 und an den Ringen Rang 47. Sein größter Erfolg gelang Kossjak schließlich im Mannschaftsmehrkampf. Mit Jurij Jermakow, Ihor Korobtschinskyj, Hryhorij Missjutin, Wolodymyr Schamenko, Rustam Scharipow und Oleksandr Switlytschnyj erzielte er mit insgesamt 571,541 Punkten das drittbeste Ergebnis hinter der russischen Turnriege und der Mannschaft aus China, womit die Ukrainer mit einem Vorsprung von nur 0,2 Punkten vor der viertplatzierten belarussischen Mannschaft die Bronzemedaille gewannen.